# Sérgio Cshapiro
Sérgio Cshapiro é um ex-jogador de futsal e ex-futebolista brasileiro com origem judaica, e irmão do também ex-jogador de futsal Naum Cshapiro.

## Carreira
Sérgio começou no futsal em 73 no clube Hebraica, onde ficou até 82. Passou ainda por Indiano, Rossi, Portuguesa de Desportos, Eletropaulo, Alcan, Corinthians, AABB, 1º Maio e Cães Vadios.
De 1977 a 1981, atuou no Futebol de Campo, onde defendeu as cores do São Paulo (1977 e 1978) e do Corinthians (1980 e 1981).
Já de volta ao futebol de salão, Cshapiro defendeu a Seleção Brasileira nos Jogos Macabeus Panamericanos de São Paulo-1983, Caracas-1987, Montevidéu-1991, Buenos Aires-1995, Cidade do México-1999, e Jogos Macabeus Mundiais (2º maior evento esportivo do mundo) sempre em Israel sendo Campeão em 1985, 3º lugar em 1989, 3º lugar em 1997 e 3º lugar em 2001 jogando Futebol de Campo Master. Participou da Seleção Paulista em 1984 e 1985

## Conquistas
- Campeão Metropolitano: 1980
- Campeonato Estadual: 1980
- Troféu dos Invictos (15 jogos sem perder - 1980)
- Vice Campeão Copa Intercontinental: 1983
- Jogos Macabeus Panamericanos: 1983, 1987, 1991, 1995, 1999
- Jogos Macabeus Mundiais: 1985

Como técnico
- Campeão Metropolitano: 1998
- Campeão metropolitano (como técnico - 1998).

### Conquistas Individuais
- Vice artilheiro dos Metropolitanos de 1984 com 48 gols, e de 1992 com 23 gols